# HMS Kent (54)
HMS Kent byl těžký křižník sloužící v Royal Navy v období druhé světové války. Byl jednou ze sedmi lodí třídy Kent, která byla první skupinou třináctičlenné třídy County.
V letech 1924–1928 ho postavila loděnice Chatham Dockyard v Chathamu. V letech 1937–1938 byl Kent modernizován s důrazem na zlepšení pancéřové ochrany. Nově instalovaný boční pancíř měl sílu 114 mm. Za války křižník operoval zejména v Severním moři a ve Středomoří. V roce 1946 byl převeden do rezervy, odzbrojen a v roce 1948 sešrotován.